# Tamás Sándor
Tamás Sándor (ur. 20 czerwca 1974 w Debreczynie) – węgierski piłkarz grający na pozycji ofensywnego pomocnika. W swojej karierze 11 razy zagrał w reprezentacji Węgier.

## Kariera klubowa
Karierę piłkarską Sándor rozpoczął w klubie Debreceni VSC. W 1990 roku jako 16-latek awansował do kadry pierwszej drużyny i w sezonie 1990/1991 zadebiutował w jego barwach w pierwszej lidze węgierskiej. W zespole z Debreczyna występował do zakończenia sezonu 1996/1997.
Latem 1997 Sándor przeszedł do włoskiego drugoligowego klubu Torino FC. W Serie B rozegrał 1 mecz jesienią 1997, a wiosną został wypożyczony do tureckiego Gençlerbirliği z Ankary. W 1998 roku odszedł z Torino do izraelskiego Beitaru Jerozolima. W Beitarze spędził 4 sezony.
W 2002 roku Sándor wrócił na Węgry i ponownie został piłkarzem Debreceni VSC. W 2005 roku osiągnął z nim swoje pierwsze sukcesy w ojczyźnie - wywalczył mistrzostwo Węgier oraz zdobył Superpuchar Węgier. Wraz z Debreceni VSC jeszcze dwukrotnie był mistrzem kraju w latach 2006 i 2007. Dwukrotnie też zdobywał krajowy superpuchar (2006, 2007) i raz Puchar Węgier. W klubie z Debreczyna grał do końca swojej kariery, czyli do 2009 roku.
| Sezon   | Klub                  | Kraj   | Rozgrywki   | Mecze | Bramki |
| ------- | --------------------- | ------ | ----------- | ----- | ------ |
| 1990/91 | Debreceni VSC         | Węgry  | NB I        | 2     | 0      |
| 1991/92 | Debreceni VSC         | Węgry  | NB I        | 0     | 0      |
| 1992/93 | Debreceni VSC         | Węgry  | NB I        | 27    | 6      |
| 1993/94 | Debreceni VSC         | Węgry  | NB I        | 29    | 14     |
| 1994/95 | Debreceni VSC         | Węgry  | NB I        | 29    | 15     |
| 1995/96 | Debreceni VSC         | Węgry  | NB I        | 30    | 14     |
| 1996/97 | Debreceni VSC         | Węgry  | NB I        | 34    | 20     |
| 1997/98 | Torino FC             | Włochy | Serie B     | 1     | 0      |
| 1997/98 | Gençlerbirliği Ankara | Turcja | Süper Lig   | 14    | 2      |
| 1998/99 | Beitar Jerozolima     | Izrael | Ligat ha’Al | 36    | 10     |
| 1999/00 | Beitar Jerozolima     | Izrael | Ligat ha’Al | 35    | 6      |
| 2000/01 | Beitar Jerozolima     | Izrael | Ligat ha’Al | 24    | 6      |
| 2001/02 | Beitar Jerozolima     | Izrael | Ligat ha’Al | 30    | 2      |
| 2002/03 | Debreceni VSC         | Węgry  | NB I        | 27    | 1      |
| 2003/04 | Debreceni VSC         | Węgry  | NB I        | 23    | 3      |
| 2004/05 | Debreceni VSC         | Węgry  | NB I        | 27    | 8      |
| 2005/06 | Debreceni VSC         | Węgry  | NB I        | 27    | 4      |
| 2006/07 | Debreceni VSC         | Węgry  | NB I        | 23    | 4      |
| 2007/08 | Debreceni VSC         | Węgry  | NB I        | 19    | 3      |
| 2008/09 | Debreceni VSC         | Węgry  | NB I        | 4     | 0      |

## Kariera reprezentacyjna
W reprezentacji Węgier Sándor zadebiutował 20 kwietnia 1994 roku w przegranym 1:3 towarzyskim meczu z Danią. W swojej karierze grał w eliminacjach do MŚ 1998, a także na Igrzyskach Olimpijskich w Atlancie. W kadrze narodowej od 1994 do 2000 roku rozegrał 11 meczów.